# 衛星城市
衛星城市，是城市規劃的一個概念，意指大城市邊緣的小型城市，為在大都市工作者主要的居住地。因为如卫星般与大城市相近，故称之。

## 實例

### 加拿大
- 哈密爾頓、密西沙加（多倫多的卫星城市）
- 亞博斯福（溫哥華的卫星城市）
- 拉瓦勒 、朗基爾（蒙特利尔的卫星城市）

### 美国
- 橘郡、范杜拉（洛杉磯的衛星城市）
- 安娜堡（底特律的衛星城市）
- 安納波利斯（巴爾的摩、華盛頓特區的衛星城市）
- 大西洋城（費城的衛星城市）
- 坦佩、格兰岱尔（菲尼克斯的衛星城市）
- 奧羅拉（芝加哥的衛星城市）
- 纽瓦克（紐約市的衛星城市）
- 漢密爾頓（辛辛那提的衛星城市）
- 普羅維登斯、伍斯特（波士頓的衛星城市）

### 
- 吉朗（墨爾本的衛星城市）
- 黃金海岸（布里斯班的衛星城市）
- 戈斯福德、臥龍崗（悉尼的衛星城市）

### 马来西亚

#### 大吉隆坡
- 八打靈再也、安邦、梳邦再也、巴生（吉隆坡的衛星城市）

#### 马来西亚依斯干达
- 古來、笨珍 (新山的衛星城市)

#### 亚罗士打区域
- 波各先那（亚罗士打的衛星城市）

#### 大槟城
- 峇央峇鲁 （峇六拜的卫星城市）
- 柏达镇 （大山脚的卫星城市）
- 诗不朗再也 （峇东埔的卫星城市）
- 桂花城 （峇都交湾的卫星城市）

### 菲律賓
- 奎松市（馬尼拉的衛星城市）

### 英国
- 布拉德福德（利茲的衛星城市）
- 科爾切斯特、盧頓、雷丁（倫敦的衛星城市）
- 普雷斯頓（利物浦的衛星城市）
- 珀納斯（卡迪夫的衛星城市）

### 法國
大巴黎地區
- 上塞纳省（92省），塞纳-圣但尼省（93省），瓦勒德马恩省（94省）（巴黎市外圍發展及交通建設一體的衛星城市）

### 中华人民共和国
- 通州、燕郊（北京的卫星城市）
- 闵行卫星城和吴泾工业区（已经并入闵行区）、青浦、嘉定、南桥、南汇（上海的卫星城市）
- 泰达（天津的卫星城市）
- 佛山部分地区、番禺区、南沙区、花都区（广州的卫星城市），广州部分地区也作为佛山的卫星城市存在。
- 东莞（深圳的卫星城市）
- 北碚、江津、璧山（重庆主城区的卫星城區）
- 万州、涪陵是重庆组团式城市中的城市组团。
- 南海的桂城街道和大沥镇（佛山的卫星城市）
- 新都、双流、彭山、青白江（成都的卫星城市）
- 咸阳（西安的卫星城市）
- 江夏、蔡甸、新洲（武汉的卫星城市）
- 武鳴（南寧主城區的衛星城區）
- 澄邁、定安[3]（海口的衛星城市）

### 香港
在香港，衛星城市的概念從英國引入，1970年代起已統一作「新市鎮」，「衛星城市」之名現時已甚少使用。早期發展的衛星城市主要有兩個，均在1950年代後期開始發展：
- 觀塘（香港首個衛星城市）
- 荃灣（於1961年擴展爲香港首個新市鎮，包含現在的荃灣區及葵青區）

1970至1980年代開始，港府進一步擴展衛星城市的規模成爲現今所稱的新市鎮，並在新界地區發展了多個新市鎮，包括沙田（90年代亦延伸出馬鞍山新市鎮）、屯門及天水圍等等，以減輕市區的擁擠。
香港島的薄扶林、田灣、香港仔、鴨脷洲及黃竹坑，新界的白石角等地區有時也被視爲衛星城市，但由於規模較小，一般不視爲正式的衞星城市。

### 中華民國
- 新北市、基隆市（臺北市的衛星城市）
- 彰化市、和美鎮（臺中市的衛星城市）
- 屏東市（高雄市的衛星城市）
- 竹北市、竹東鎮、新埔鎮（新竹市的衛星城市）
- 太保市（嘉義市的衛星城市）

### 新加坡
星國佔地面積較小，衛星城市按照片區劃分。
- 後港、榜鵝是碧山的卫星城市
- 巴西立、淡賓尼、勿洛是芽籠的卫星城市
- 海軍部、三巴旺、馬西嶺是兀蘭的卫星城市
- 武吉巴督、武吉甘柏是裕廊工業區的卫星城市
- 大巴窯、武吉知馬是中央商務區的卫星城市

### 波蘭
- 莱吉奥洛沃、沃沃明是华沙的卫星城市
- 格涅兹诺、科希强、沙莫图维是波兹南的卫星城市
- 格丁尼亚、特切夫是格但斯克的卫星城市
- 普瓦维、扎莫希奇是卢布林的卫星城市
- 奥瓦瓦、奥莱希尼察是弗罗茨瓦夫的卫星城市
- 帕比亚尼采、托马舒夫是罗兹的卫星城市
- 格莱纽夫是什切青的卫星城市

### 不丹
- 多尔比宗是廷布的卫星城市

### 巴基斯坦
- 拉瓦尔品第是伊斯兰堡的卫星城市
- 马尔丹是白沙瓦的卫星城市

### 塞爾維亞
- 泽蒙是贝尔格莱德的卫星城市
- 新贝切伊是基金达的卫星城市

### 摩洛哥
- 塞拉、卡萨布兰卡、瓦里宰姆是拉巴特的卫星城市
- 艾兹鲁、西迪卡塞姆是梅克内斯的卫星城市

### 
- 贝克达什、科绍巴是土库曼巴希的卫星城市
- 巴哈尔登是阿什哈巴德的卫星城市

- 杜汉、胡韦尔、赛勒沃是多哈的卫星城市

### 阿联酋
- 迈夫赖德是阿布扎比的卫星城市
- 谢赫塞西卜、沙迦是迪拜的卫星城市

### 南蘇丹
- 耶伊、托里特是朱巴的卫星城市
- 博河站、乌韦勒、通季是瓦乌的卫星城市

### 尼泊尔
- 勒利德布尔、巴克塔普尔是加德满都的卫星城市

### 葉門
- 拉赫季、舒格拉是亚丁的卫星城市
- 马拜尔、海米尔是萨那的卫星城市
- 伊卜、穆哈是塔伊兹的卫星城市
- 巴吉勒、宰比德是荷台达的卫星城市
- 塞赖卜、希赫尔是穆卡拉的卫星城市

### 科威特
- 杰赫拉、撒利米耶是科威特城的卫星城市
- 塞欧德港是塞拜希耶的卫星城市

### 越南
- 北寧、永安是河内的卫星城市
- 奠磐市社、會安市是岘港的卫星城市
- 边和市、土龙木市是胡志明市的卫星城市